# Richard Huschke
Richard Huschke (Berlino, 6 agosto 1893 – Calw, 11 gennaio 1980) è stato un ciclista su strada e pistard tedesco, professionista dal 1912 al 1914 e poi nuovamente dal 1920 al 1928 vinse due edizioni dei Campionati tedeschi di ciclismo su strada ed il Rund um Köln del 1921 e su pista la prestigiosa Sei giorni di Berlino nel 1924.
Partecipò ed ottenne vittorie e piazzamenti di primo piano in tutte le principali corse ciclistiche tedesche della sua epoca divenendo molto popolare; dal 1920 venne soprannominato "König Richard", ossia Re Richard, per il suo stile, particolarmente elegante, in bicicletta.
Anche suo fratello Adolf fu un forte ciclista della sua epoca morto prematuramente durante il Rund un Berlin
Arrivò quarto al Deutschland Tour del 1922, edizione vinta dal fratello Huschke e completamente dominata dai due fratelli, che si aggiudicarono tutte e quattro le frazioni in cui era stata suddivisa la corsa.

## Palmares
- 1920 (Individuale, due vittorie)

Bayerische Rundfahrt
Berlin-Leipzig-Berlin
- 1921 (Individuale, tre vittorie)

Rund um Köln
Berlin-Hamburg
Bremen-Hannover-Bremen
- 1922 (Individuale, cinque vittorie)

Campionati tedeschi, Prova in linea
Grosser Strassenpreis von Hannover
1ª tappa München-Berlin
Classifica generale München-Berlin
4ª tappa Deutschland Tour (Mannheim > Colonia)
- 1924 (Individuale, tre vittorie)

Berlin-Cottbus-Berlin
1ª tappa Zürich-Berlin
Classifica generale Zürich-Berlin
- 1925 (Individuale, tre vittorie)

Campionati tedeschi, Prova in linea
Rund um Spessart und Rhon
3ª tappa Zürich-Berlin
- 1926 (Diamant, una vittoria)

Berlin-Cottbus-Berlin
- 1928 (Individuale, una vittoria)

Grosser Strassenpreis von Hannover

### Pisata
- 1924 (Individuale, )

Sei giorni di Berlino (con, Franz Krupkat)

## Piazzamenti

### Classiche monumento
- Giro di Lombardia

1920: 24º
1921: 19º